# Агудело, Хорхе Умберто
Хо́рхе Умбе́рто Агуде́ло Ло́пес (исп. Jorge Humberto Agudelo López; род. 26 июня 1972, Медельин) — колумбийский футболист, выступавший на позиции нападающего. Начал профессиональную карьеру в 26 лет, и в 2004 году помог «Онсе Кальдасу» впервые в истории клуба выиграть Кубок Либертадорес. Сразу же после победы Агудело был дисквалифицирован на полгода из-за употребления допинга, что во многом помешало полноценному продолжению его карьеры. В 2011 году судебным решением действия клуба в ситуации с допингом у Агудело были признаны ошибочными.

## Биография
Хорхе Агудело до 26 лет играл в футбол только на любительском уровне за разные команды департамента Антьокия. На жизнь зарабатывал, работая в компании-сборщике автомобилей Sofasa. По случайному стечению обстоятельств в 1998 году попал на просмотр в профессиональный клуб «Энвигадо», где ему сразу предложили контракт. Агудело выделялся на поле довольно уверенной работой обеими ногами, а также хорошей игрой головой.
В 2000 году получил приглашение от самого титулованного клуба страны — «Атлетико Насьоналя», с которым сразу же выиграл Кубок Мерконорте. В ходе турнира отметился двумя забитыми мячами — в победных матчах против «Алахуэленсе» (2:0) и «Альянсы Лимы» (4:1). Сыграл в обоих финальных играх против «Мильонариоса» — в стартовом составе в гостях (0:0) и вышел на замену дома (2:1).
В 2002 году сыграл в двух матчах «Атлетико Насьоналя» в розыгрыше Южноамериканского кубка, до финала которого команда в итоге дошла. Однако сам Агудело в решающих играх против аргентинского «Сан-Лоренсо де Альмагро» (0:4; 0:0) участия не принимал.
В 2004 году Агудело перешёл в «Онсе Кальдас», который был действующим чемпионом Колумбии, причём выиграл чемпионат впервые за 53 года. Команда сенсационно дошла до финала Кубка Либертадорес, где в серии пенальти обыграла действующего победителя — аргентинскую «Боку Хуниорс». В послематчевой серии блестяще проявили себя вратари обеих команд — Хуан Карлос Энао отбил все четыре удара игроков аргентинского клуба, а Роберто Аббондансьери — два из четырёх. Лишь Элькин Сото, а затем и Хорхе Агудело, сумели забить в той серии, благодаря чему колумбийцы выиграли со счётом 2:0. В победной кампании Агудело сыграл в восьми матчах и отметился двумя забитыми голами.
На следующий день после победы в главном клубном турнире Южной Америки Хорхе пригласили в кабинет президента «Онсе Кальдас» и показали документ от КОНМЕБОЛ, в котором сообщалось о положительном результате теста на допинг, взятого после матча с «Сантосом» в 1/4 финала. В моче футболиста был обнаружен бензоилэкгонин (метаболит кокаина). Агудело не имел средств на дополнительные исследования проб, которые можно было сделать в Рио-де-Жанейро или Швейцарии, а клуб отказался оказывать материальную поддержку своему игроку. Колумбиец был отстранён от футбола на шесть месяцев. По окончании срока дисквалификации Агудело испытывал проблемы с поиском команд. В 2005 году выступал за «Депортиво Перейру» и «Депортиво Пасто», в 2006 году играл за свою первую команду «Энвигадо». Последний сезон в профессиональной карьере провёл во втором дивизионе за «Патриотас». В интервью колумбийским СМИ рассказал о том, что завершил карьеру в возрасте 35 лет из-за того, что в 2007 году начал судебный процесс против «Онсе Кальдас», и ни одна команда не хотела брать его в состав до окончания суда.
В 2010 году сумел доказать свою невиновность в допинговом деле. Колумбийский суд вынес решение, согласно которому увольнение игрока из «Онсе Кальдаса» в 2004 году было несправедливым и обязал клуб выплатить Агудело компенсацию в размере 500 млн песо.
С 2007 года занимается бизнесом, имеет автомойку в Энвигадо. Женат, есть две дочери.

## Достижения
- Обладатель Кубка Мерконорте: 2000
- Обладатель Кубка Либертадорес: 2004
- Финалист Южноамериканского кубка: 2002